# Gasolin' (album)
Gasolin' er rockgruppen Gasolin's første album, som udkom den 21. november 1971. Albumcoveret er en tegning af Hergé fra De 7 krystalkugler. Albummet blev solgt i mindst 10.000 eksemplarer.
Albummet blev indspillet i Rosenberg-studiet i København i juli-september 1971 og udsendt som LP på CBS senere på året. Albummet er siden genudsendt på CD flere gange, herunder i 2010 som en del af bokssættet Dansk Rock Historie 1965-1978. 
Der blev kun udgivet en enkelt single (CBS 7813) fra albummet. Det var "Langebro" (b-side "Lilly-Lilly"), der udkom i 1972. "Langebro" er en traditionel britisk folkesang (originaltitel "Geordie"), der i Gasolin's version har fået dansk tekst.
En anmeldelse betegnede deres musikstil som ”Brostensrock”.    
Kim Larsen skrev flere sange, end Gasolin´ havde brug for. I samme periode udgav Kim Larsen en singleplade under navnet ”Larsen & Co”, hvor han sammen med Stig Møller, Tommy Petersen og Bjørn Uglebjerg udgav numrene ”Damen på taget” og ”Hilsjer”. En anmeldelse beskrev den mindede om de gode ting Steppeulvene lavede.   

## Tracks

### Side 1
1. "Langebro" (Trad./Larsen-Jønsson-Beckerlee) 3:20
2. "Hey Christoffer" (Larsen-Beckerlee) 4:13
3. "Fra dag til dag" (Jønsson-Beckerlee) 4:28
4. "Lille Henry" (Larsen) 2:28
5. "Tremastet beton" (Jønsson-M. Mogensen) 5:29

### Side 2
1. "Solfangen" (Jønsson-Beckerlee) 3:14
2. "Laphophora Williamsii" (Larsen-Beckerlee-M. Mogensen) 3:23
3. "Jeg kan høre dig kalde" (Larsen-Berlev) 3:15
4. "Strengt fortroligt" (Larsen-Jønsson-Beckerlee) 4:31
5. "Lilli-Lilli" (Larsen-Jønsson) 5:02

## Medvirkende
- Kim Larsen – vokal, akustisk guitar
- Franz Beckerlee – single el-guitar, altsax, mundharmonika, vokal
- Wili Jønsson – el-bas, piano, vokal
- Søren Berlev – trommer, vokal og akustisk guitar på "Jeg kan høre dig kalde"
- Mogens Mogensen – vokal på "Tremastet beton"

Albummet blev produceret af Gasolin' med Sture Linden og Poul Bruun som "eksekutiv producere" og med lydtekniker Freddy Hansson. Albummet blev mixet af Roy Thomas Baker i Trident Studios i London.